# Alconchel de Ariza
Alconchel de Ariza là một đô thị ở tỉnh Zaragoza, Aragon, Tây Ban Nha. Theo điều tra dân số 2004 của Viện thống kê Tây Ban Nha (INE), đô thị này có dân số là 128 người. Diện tích đô thị này là 35 ki-lô-mét vuông. Đô thị này nằm ở độ cao 896 m trên mực nước biển.

## Biến động dân số
Dữ liệu dân số Alconchel de Ariza giai đoạn 1842 và 2001:
| Biến động dân số của Alconchel de Ariza từ năm 1842 đến năm 2006 |      |      |      |      |      |      |      |      |      |      |      |      |      |      |      |
| 1842                                                             | 1877 | 1887 | 1897 | 1900 | 1910 | 1920 | 1930 | 1940 | 1950 | 1960 | 1970 | 1981 | 1991 | 2001 | 2006 |
| 375                                                              | 647  | 646  | 644  | 667  | 718  | 759  | 735  | 766  | 724  | 573  | 390  | 283  | 188  | 126  | 119  |